# Юничман, Шимшон
Шимшон Юничман (ивр. שמשון יוניצ'מן‎; 13 февраля 1907, Луцк, Волынская губерния — 21 марта 1961, Израиль) — израильский политический и общественный деятель, депутат кнессета 3-го и 4-го созывов от движения «Херут».

## Биография
Родился 13 февраля 1907 года в Луцке (Волынская губерния, ныне Украина) в семье Израиля Юничмана. Обучался в Пражском университете, где получил звание доктора медицины. Был знаком с Владимиром Жаботинским, сопровождал его при поездках по Польше.
В 1935 году репатриировался в Подмандатную Палестину, возглавлял мобилизационную роту «Бейтар» в Рош-Пине.
В 1941 году был направлен в Тегеран для встречи с представителями Советского Союза. В 1944 году был арестован британскими властями и заключен в лагерь в Эритрее.
После создания государства Израиль присоединился к движению «Херут», от которого в 1955 году был избран депутатом кнессета 3-го созыва, а в 1959 году депутатом кнессета 4-го созыва. В разное время был членом законодательной комиссии, комиссии по услугам населению, комиссии по иностранным делам и безопасности, комиссии по внутренним делам и комиссии кнессета.
Умер 21 марта 1961 года. После его смерти мандат перешел к Аврааму Дрори.